# Leandro N. Alem
Leandro N. Alem (właśc. Leandro Antonio Alen Ponce; ur. 11 marca 1842 w Buenos Aires (dzielnica Balvanera), zm. 1 lipca 1896 tamże) – argentyński polityk, z zawodu prawnik, pierwszy przewodniczący Radykalnej Unii Obywatelskiej, przywódca rewolucji w 1890 i 1893
Jako student zmienił nazwisko z Alen na Alem, aby odciąć się skojarzeń z ojcem, który został powieszony jako członek bojówki reżimu Juana Manuela de Rosasa. W tym czasie zaczął się też podpisywać Leandro N. lub Ln. Alem (czasami można spotkać się z rozwinięciem N. jako Niceforo). Po ukończeniu studiów prawniczych w 1869 otworzył praktykę z Aristóbulo del Valle. W 1872 został deputowanym prowincjonalnego zgromadzenia Buenos Aires, w 1874 – Izby Deputowanych Argentyny. W 1877 odszedł z Narodowej Partii Autonomicznej, aby utworzyć krótkotrwało Partię Republikańską, z ramienia której startował na wicegubernatora Buenos Aires. Od 1883 do 1885 był wielkim mistrzem Wielkiej Loży Masońskiej Argentyny. W 1880 wycofał się z polityki, ale w 1890 wraz z innymi przeciwnikami rządów prezydenta Miguela Juáreza Celmana utworzył Unię Obywatelską i stanął na jej czele. W tej roli stanął na czele rewolucji w 1890. Nie udało się jej doprowadzić do wyniesienia Alema na prezydenta, jednak Celman ustąpił, a popularność Unii znacznie wzrosła. W 1891 Alem został wybrany na senatora. Po nieuczciwych wyborach prezydenckich w 1892 utworzył Radykalną Unię Obywatelską (UCR) i wraz z innymi przeciwnikami porozumienia z Partido Autonomista Nacional rozpoczął przygotowania do kolejnej rewolucji. Jej przegrana przyczyniła się do podziałów w UCR, lecz mimo to Alemowi udało się uzyskać mandat deputowanego w 1895. Popełnił samobójstwo strzałem z pistoletu, do czego mogły przyczynić się wcześniejsza śmierć del Valle i kolejne porażki polityczne.